# Ладыжин (город)
Лады́жин (укр. Ладижин) — город в Винницкой области Украины. Входит в Гайсинский район. До 2020 года был городом областного подчинения.

## Географическое положение
Расположен на правом берегу Южного Буга в месте впадения в него притока Сельницы, в 110 км от Винницы.
Агроклиматические ресурсы региона представлены плодородными черноземами и серыми лесными почвами, имеются площади луговых грунтов в плавнях речек Южный Буг и Соб. Город достаточно хорошо обеспечен водными ресурсами (реки Южный Буг, Сельница и Соб, Ладыжинское водохранилище, подземные воды). Лесные массивы в соединении с водоемами города создают замечательную санитарную зону и имеют хорошие рекреационные возможности.

## История
Городок Ладыжин имеет длительную историю. Первые исторические сведения о нём датируются XVII веком, когда Ладыжин стал крепостью и входил в Брацлавское воеводство Речи Посполитой.
В июле 1672 года в районе города произошло сражение польско-турецкой войны, в 1674 году он был разрушен турками и в дальнейшем превратился в местечко.
После второго раздела Речи Посполитой в 1793 году вошёл в состав Гайсинского уезда Подольской губернии Российской империи.
В 1896 году в местечке насчитывалось 941 двор и 6426 жителей, действовали кожевенные и винокуренные заводы, 7 суконных фабрик, мельницы, торговые лавки, постоялые дворы, две православные церкви, католический костел и синагога.
В декабре 1917 года в Ладыжине был создан волостной революционный комитет и здесь была установлена Советская власть. В конце 1923 года волостной революционный комитет реорганизовали в райисполком, но через 7 лет Ладыжинский район был ликвидирован, и городок перешёл к новообразовавшемуся Тростянецкому району.
В ходе Второй Мировой войны 26 июля 1941 года Ладыжин был оккупирован немецкими войсками и сильно разрушен.
После депортации в лагеря смерти части еврейского населения, в сентябре 1941 года в Ладыжине нацисты и местная украинская вспомогательная полиция убили всех евреев города — более 700 мужчин, женщин и детей. На месте их убийства установили памятный знак с надписью «Здесь покоятся невинно казнённые люди в 1941 году», без упоминаний того кто похоронены и кто именно являлись убийцами.
13 марта 1944 года его освободили части 40-й армии 2-го Украинского фронта РККА. В следующие три года были восстановлены промышленные предприятия, хозяйственные сооружения, колхозы освоили посевные площади.
В 1968 году началось строительство Ладыжинской ГРЭС, открытие которой состоялось 18 января 1972 года. Одновременно со строительством электростанции строились и другие объекты (в том числе, предприятия по обслуживанию ГРЭС и городок энергетиков).
В 1973 году Ладыжин получил статус города.
В 1981 году здесь действовали ГРЭС, сельская ГЭС, завод железобетонных изделий, завод силикатного кирпича, щебёночный завод, биохимический завод, хлебопекарный завод, гранитный карьер, маслобойня, птицефабрика, колхоз, техникум механизации сельского хозяйства, четыре общеобразовательные школы, больница, два Дома культуры и четыре библиотеки.
В январе 1989 года численность населения составляла 19 708 человек, основой экономики в это время являлись ГРЭС, завод ферментных препаратов, консервный завод и добыча гранита.
7 декабря 1990 года здесь началось издание еженедельной городской газеты.
В 1991 году Ладыжин был отнесён к зоне усиленного радиоэкологического контроля как район, попавший под радиоактивное загрязнение после аварии на Чернобыльской АЭС.
В мае 1995 года Кабинет министров Украины утвердил решение о приватизации находившихся в городе завода ферментных препаратов, завода силикатного кирпича, ремонтно-механического завода. В октябре 1995 года было утверждено решение о приватизации птицесовхоза.
С 2000 года — город областного значения.

## Население
На начало 2024 года численность населения составляла около 21 тысячи человек.
На 1 января 2020 года население города составляло 23 725 постоянных жителя и 23760 человек наличного населения.

### Языковой состав
Во время переписи 2001 года 87,89 % населения города указали украинский язык родным, 11,69 % — русский, 0,42 % — другие языки.

## Экономика
Ладыжин занимает второе место по объёмам промышленного производства в области после Винницы[уточнить].

## Транспорт
- железнодорожная станция[11][1] Ладыжин[5].

## Дополнительная информация
- Город-побратим — Коло, Польша.

## Галерея

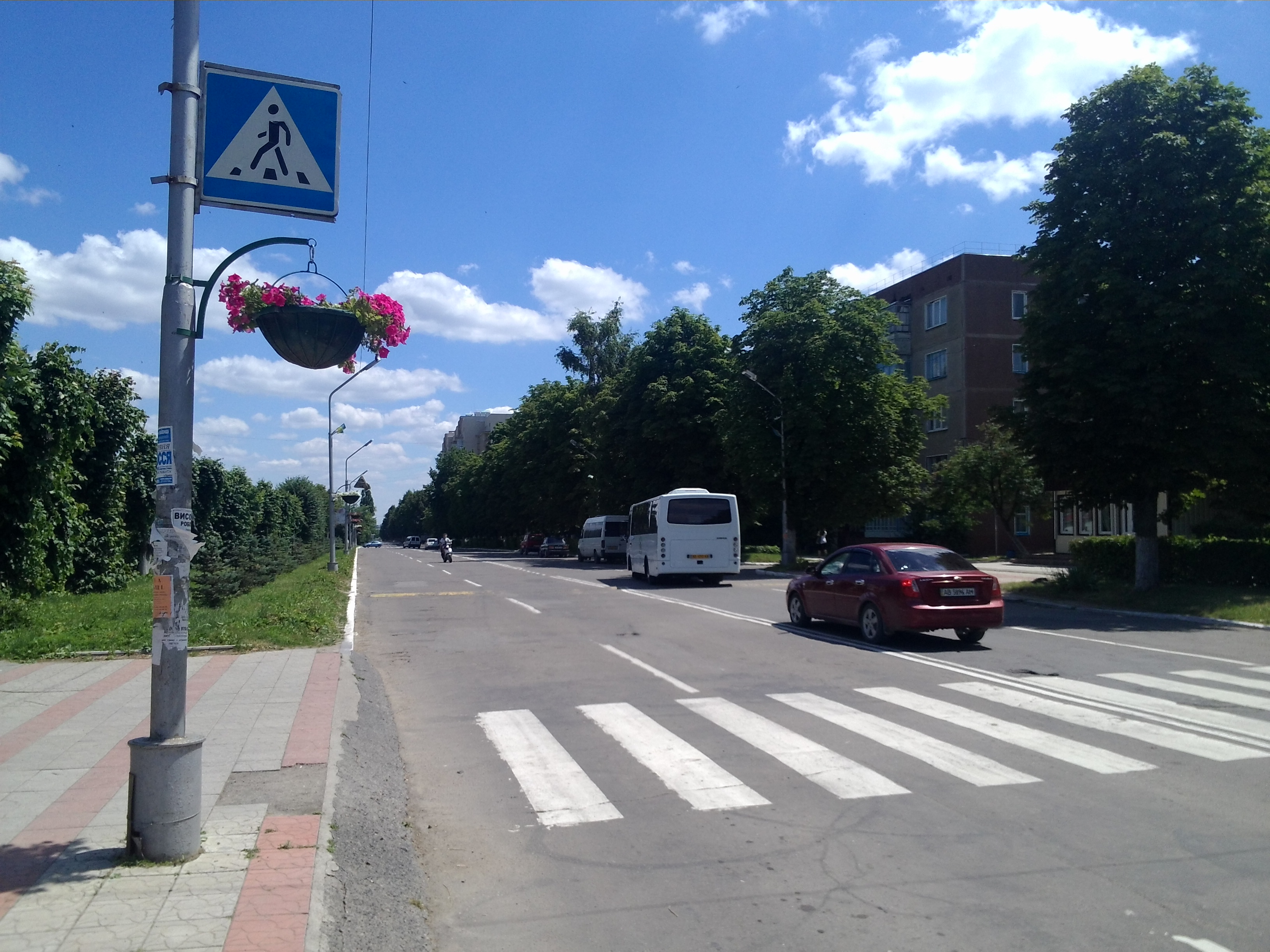
Городская улица
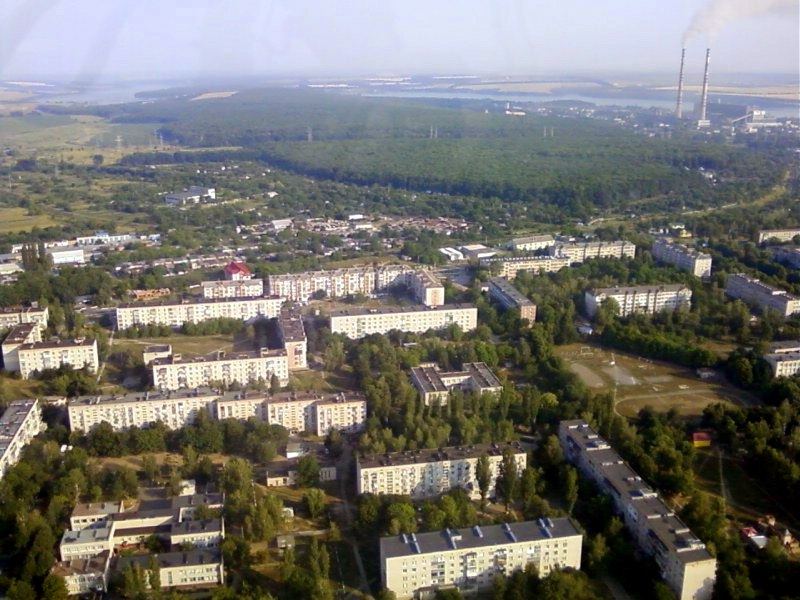
Общий вид
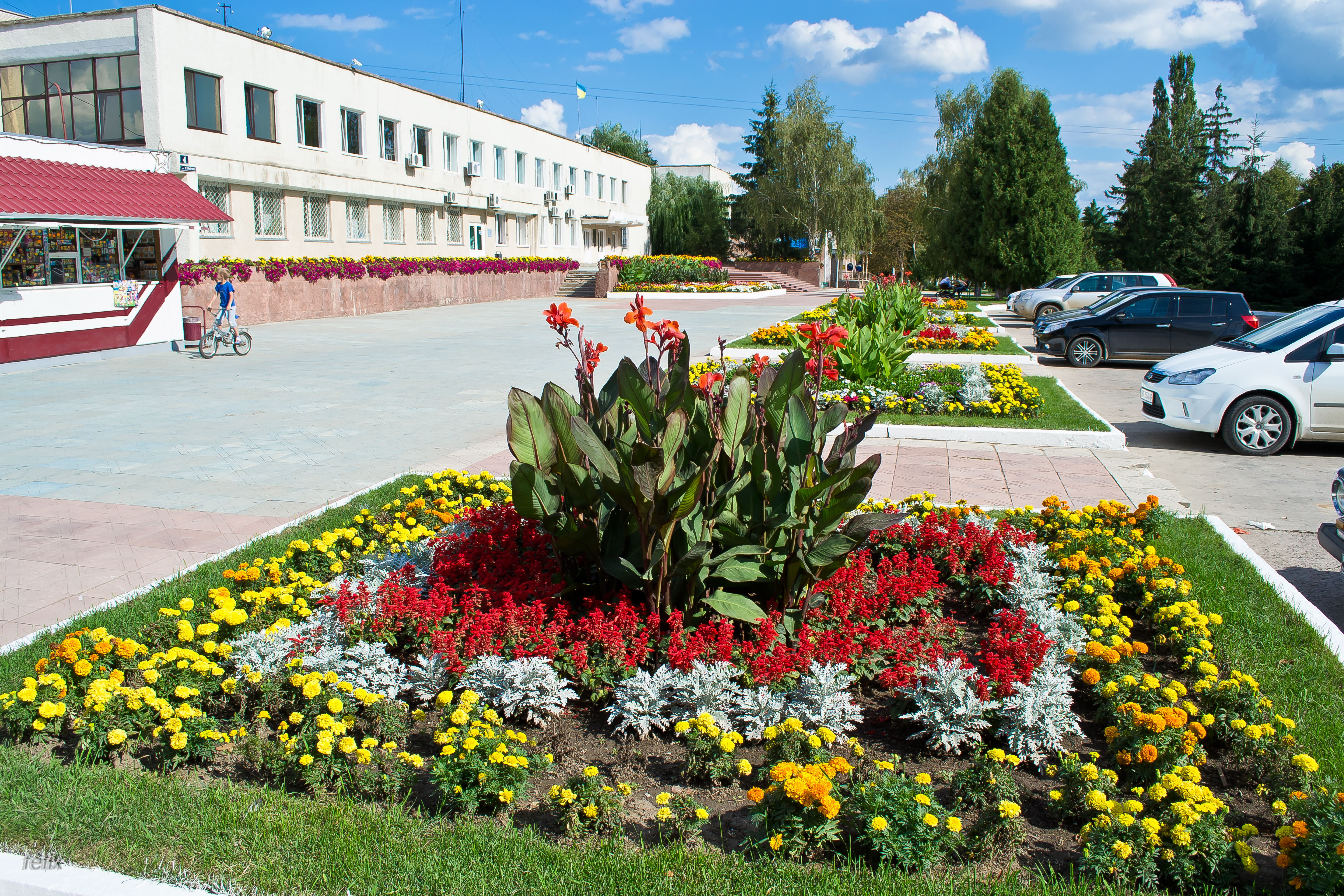
Городской совет
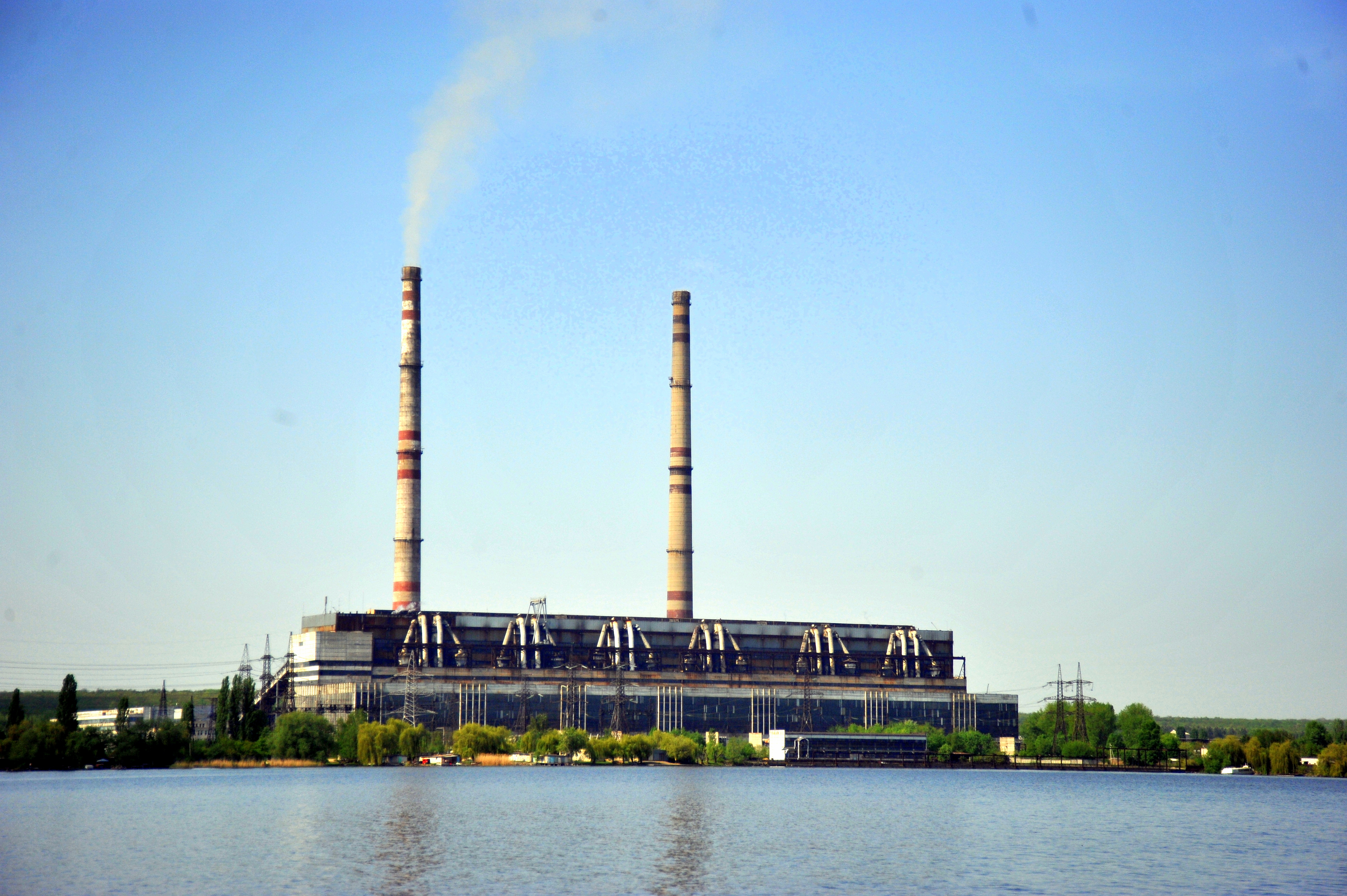
Ладыжинская ТЭС
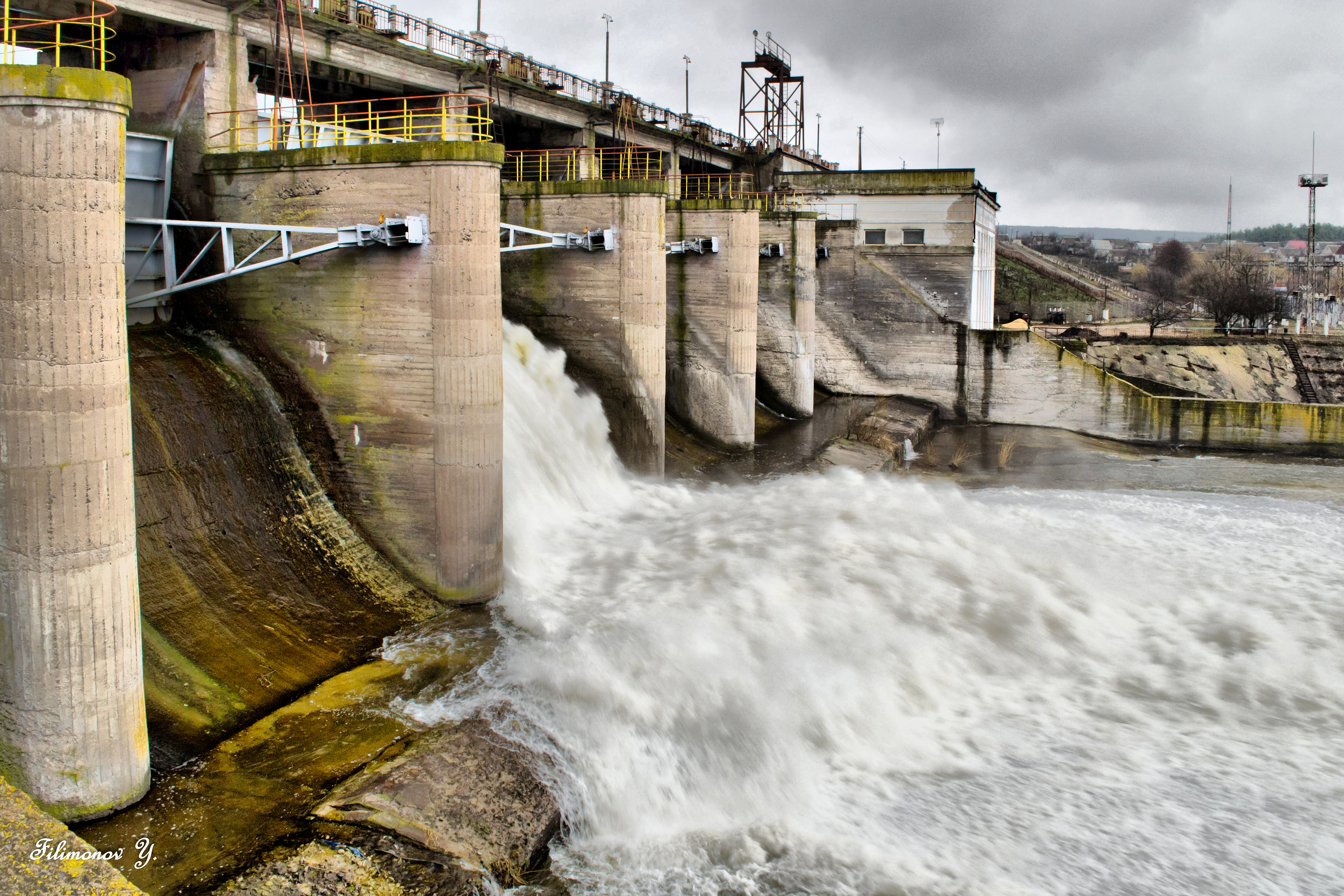
Водохранилище